# 乔·拜登总统任期

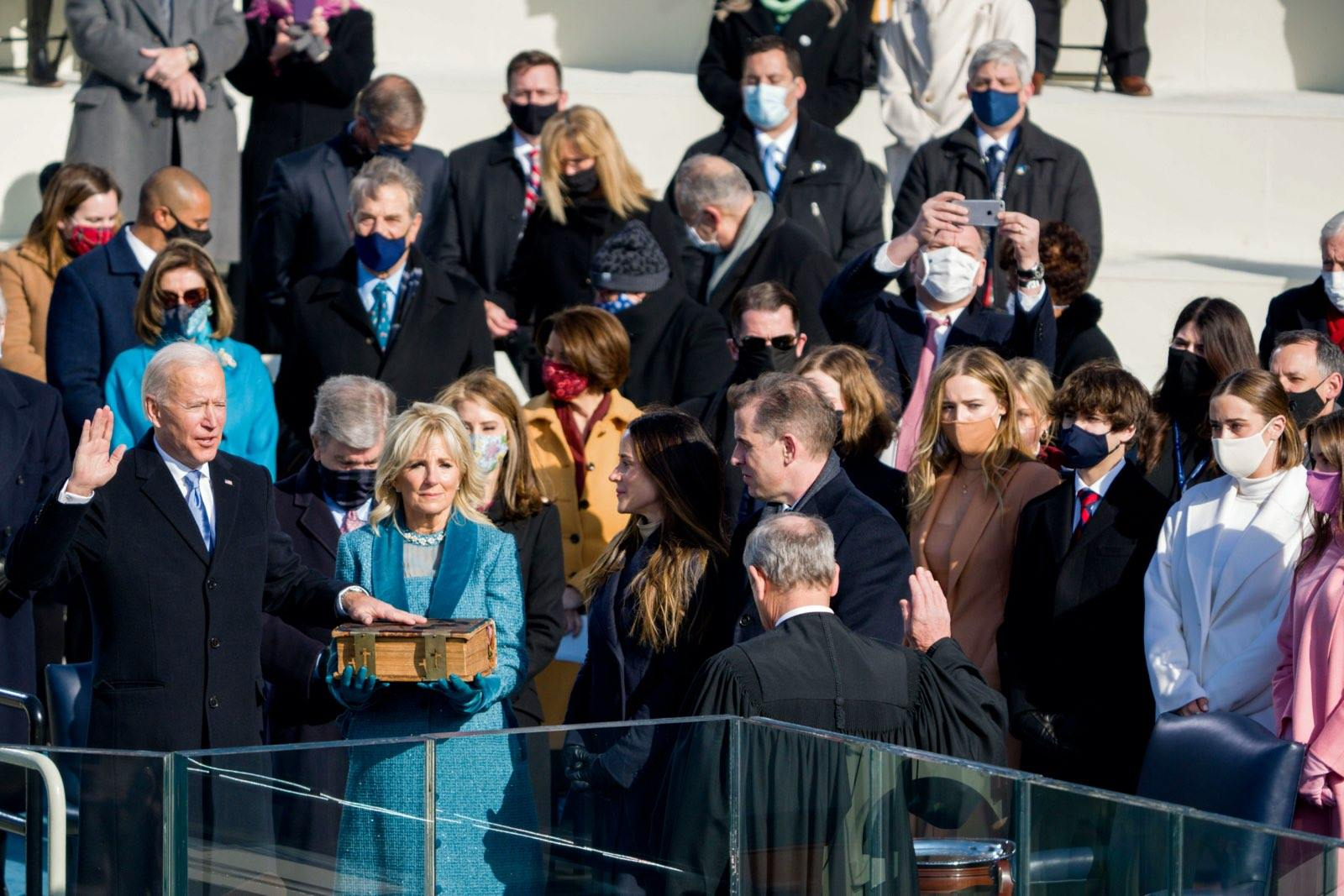
拜登在总统就职典礼上的宣誓仪式。

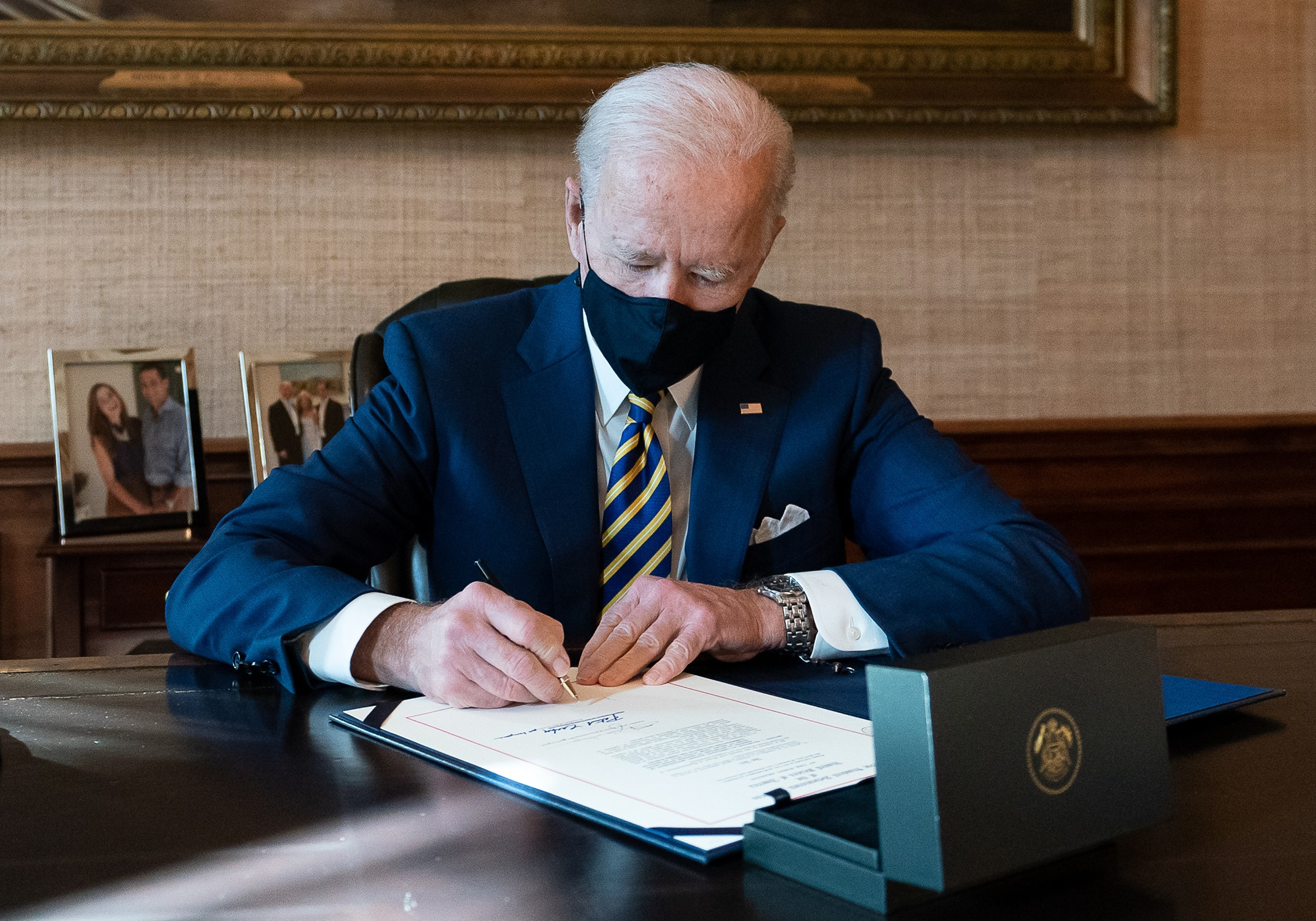
拜登就任总统后签署的首份法案。

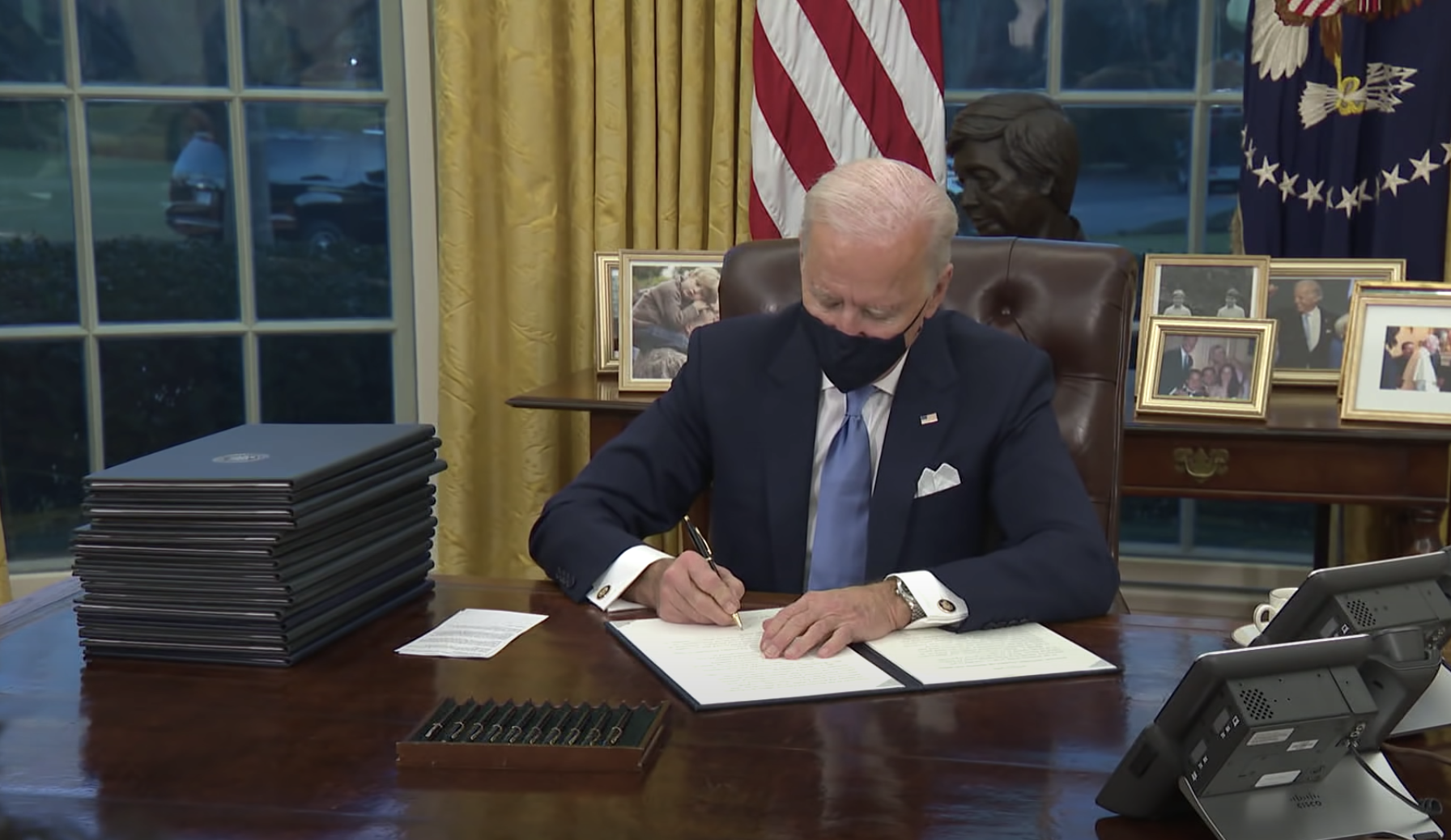
拜登在椭圆形办公室签署行政命令。

乔·拜登总统任期（英語：Presidency of Joe Biden），亦稱為拜登政府，自2021年1月20日开始执政，乔·拜登于当日美国东部时间中午正式宣誓就职为第46任美国总统，同时賀錦麗也同步就任第49任美国副总统，直至2025年1月20日正式卸任。
美国选举人团已于2020年12月14日正式确认乔·拜登赢得了2020年美国总统选举的胜利；原本美国国会联席会议将于2021年1月6日通过选举人团的这一计票结果时，美国国会大厦遭到了特朗普支持者的冲击，最后计票结果确认不得不延迟到1月7日的凌晨3点44分。
在拜登上任的第一天，美國政府宣佈重新參與《巴黎協定》，並取消了拱心石輸油管道項目。同日政府還命令停止為擴大美墨邊界圍欄提供資金。在第二天，拜登政府發布了一系列應對2019冠状病毒病疫情的行政命令，包括啟動1950年的《國防生產法》；並設定了在他上任100天內令美國人接種一億劑疫苗的早期目標。拜登在上任初期，曾下令對伊朗民兵使用的敘利亞建築物進行空襲，以報復他們利用相關建築物向美國在伊拉克的據點發動火箭彈襲擊。
2021年3月11日，拜登簽署了他任內第一個重要法律法案，即涉及1.9萬億美元的《美國拯救計劃》財政刺激法案。2025年1月20日，拜登在卸任前夕宣布“预防性”赦免他的家人及亲信。

## 2020年美國總統選舉
拜登在2019年4月宣佈將會競選總統。他曾參選1988年及2008年的民主黨總統初選，但均無法勝出。
2021年11月7日，即選舉日四日後，初步點票結果顯示拜登擊敗了競逐連任的時任總統唐納德·特朗普，成功當選美國總統。他取得306張選舉人票以及8,128萬普選選票。隨後不久，特朗普的競選團隊就賓夕法尼亞州、亞利桑那州、喬治亞州、威斯康星州、內華達州及密歇根州等州份的選舉結果發起訴訟，提出廣泛選舉舞弊導致選舉結果不公正，但因證據不足被全部法院駁回。

## 過渡時期
儘管拜登被普遍認為勝出總統選舉，但時任聯邦總務署署長艾米莉·墨菲（Emily Murphy）最初拒絕開始總統過渡程序，從而使拜登團隊無法取得資金和辦公空間。11月23日，在密歇根州對選舉結果進行認證後，墨菲發出了確認書，准許拜登過渡小組獲得聯邦資金和資源以進行有序過渡。
在被初步確認為大選獲勝者的兩天後，拜登宣布成立工作小組，就過渡期間的COVID-19疫情向他提供建議。
2021年1月5日，民主黨確認同時獲得美國參議院及眾議院的控制權。
1月6日，大量特朗普支持者在國會山莊示威，試圖推翻選舉結果。部分人闖入國會大廈暴動，迫使國會緊急暫停點算選舉人票。暴動過後，超過26,000名國民警衛隊成員隨後被調派到華盛頓，以應付總統就職典禮的安保工作。
2021年1月20日，拜登宣誓就職，成為美國第46任總統。

### 就職演說
拜登的就職演說解說了他對團結國家的願景，其中以COVID-19疫情，經濟危機，氣候變化，政治兩極分化和種族不公等問題為開端。拜登呼籲通過擁抱多樣性來結束美國的社會非理性矛盾。他表示表示必須再次呼籲採取通過「團結」以擺脫危機。拜登明確譴責白人至上主義和排外主義，稱他們為美國生活的「醜陋現實」，使美國獨立宣言所載的「美國理想」，即所有美國人都是平等的，蒙上一層陰影。拜登保證美國將「再次與世界接觸」，「修復我們的聯盟」，並作為「和平與安全的可信賴夥伴」。在演講結束時，拜登為在COVID-19疫情中喪生的人默哀。他引用吉恩·舍爾（Gene Scheer）的短文「美國讚美詩」 (American Anthem) ，懇請美國人回應「歷史的呼喚」，以守護「民主，希望，真理和正義」，「安全與自由」，並使美國成為「通往世界的燈塔」，並指出美國人的子孫後代將根據他們的行動來評判他們。

## 內政
拜登政府以應對氣候變化為理由，於2021年叫停拱心石輸油管道第4期工程及一度停止在聯邦土地批出新的石油和天然氣田租約，然而在美國能源成本上漲後，拜登政府於2021年8月要求石油輸出國組織增加石油生產以降低油價，惹來批評指政策自相矛盾。
美國的消费物价指数於2021年10月按年增長6.2%，增幅是30年以來最高。2021年11月10日，拜登表示扭转通膨是当务之急。

## 外交

### 阿富汗
2021年4月14日，拜登宣佈美國與北約盟國及行動伙伴將於9月11日前完成從阿富汗撤軍的計劃。2021年7月8日，拜登宣佈撤軍限期定為8月31日，當時拜登表示他信任阿富汗軍方的能力，並認為塔利班將會佔領整個阿富汗的可能性非常低。然而塔利班於2021年8月15日佔領阿富汗首都喀布爾，並於9月初宣稱已控制整個阿富汗。

### 中美高層會晤
2021年3月18日，中美兩國高層，包括美国国务卿布林肯及白宮國家安全顧問苏利文和中共中央政治局委员、中央外事工作委员会办公室主任杨洁篪及中国国务委员兼外交部長王毅等，在阿拉斯加安克拉治舉行拜登任期內首次面對面會談。

### 稱習近平為獨裁者
2023年6月，拜登公開稱中國偵察氣球入侵美國領空事件讓習近平這位「獨裁者」非常難堪，引起中方強烈不滿。

### 俄羅斯
2021年5月19日，拜登政府宣佈解除對於輸送俄羅斯天然氣到德國的北溪2號管道的一些制裁措施。據估計在不經乌克兰的北溪2號投入使用後，烏克蘭的每年天然氣過境費收入將減少多達20億至30億美元。
2021年12月8日，拜登表示如果俄羅斯入侵烏克蘭，美國將不會單方面出兵協助烏克蘭。12月10日，《華盛頓郵報》有文章評論拜登在烏克蘭事態上對俄羅斯表現軟弱，在俄軍大舉集結於俄烏邊境之際，拜登嘗試找方法討好俄羅斯總統普京，反而讓普京覺得有機可乘。12月13日，美國聯邦眾議員邁克·沃爾茨在推特發帖，表示如果拜登政府繼續為了試圖避免惹怒普京而扣起對烏克蘭的武器支援，拜登將會冒上重蹈英國前首相内维尔·张伯伦覆轍的風險。
2021年12月17日，俄羅斯公佈向美國和北約提出的兩份條約草稿，它們要求以對於美國和北約具有法律約束力的方式禁止北約擴張，要求那些在蘇聯解體後加入北約的國家不在對俄羅斯可能構成威脅的地區部署軍隊或武器，要求北約在上述國家撤走軍隊和武器，要求北約未經俄羅斯同意不會在東歐和前蘇聯國家進行軍事演習，要求北約承諾不在東歐和前蘇聯國家展開軍事活動，以及禁止美國與前蘇聯國家進行軍事合作等。12月23日，一名美國官員表示美國準備於2022年1月初與俄羅斯展開談判。
在2022年俄羅斯入侵烏克蘭之後，《華爾街日報》於2022年3月10日宣稱拜登因為擔心觸怒俄羅斯總統普京，否決向烏克蘭提供波兰戰機的提案。
2025年1月16日，美国国务院发言人马修·米勒解释美国在俄罗斯入侵乌克兰后尚未承认俄罗斯为支持恐怖主义的国家的原因，指出实施大规模的制裁比承认俄罗斯为支持恐怖主义国家更能有效地实现针对普京政权的政治目标，而将一个国家指定为支持恐怖主义的国家将会限制国际人道主义组织的活动，并且可能产生影响在该地区开展工作能力的其他后果。

## 内阁成员
| 职位               | 姓名                    | 任期           |
| ------------------ | ----------------------- | -------------- |
| 总統               | 乔·拜登                 | 2021.1－2025.1 |
| 副总統             | 賀錦麗                  | 2021.1－2025.1 |
|                    |                         |                |
| 國務卿             | 安东尼·布林肯           | 2021.1－2025.1 |
| 財政部長           | 珍妮特·耶伦             | 2021.1－2025.1 |
| 國防部長           | 劳埃德·奥斯汀           | 2021.1－2025.1 |
| 司法部長           | 梅域·加兰               | 2021.3－2025.1 |
| 內政部長           | 德布·哈兰德             | 2021.3－2025.1 |
| 農業部長           | 汤姆·维尔萨克           | 2021.2－2025.1 |
| 商務部長           | 吉娜·雷蒙多             | 2021.3－2025.1 |
| 勞工部長           | 苏维思（代理）          | 2023.3－2025.1 |
| 卫生与公众服务部長 | 哈維·貝西拉             | 2021.3－2025.1 |
| 住房及城市發展部長 | 阿德里安·托德曼（代理） | 2024.3－2025.1 |
| 教育部長           | 米格尔·卡多纳           | 2021.3－2025.1 |
| 運輸部長           | 皮特·布蒂吉格           | 2021.2－2025.1 |
| 能源部长           | 珍妮弗·格兰霍姆         | 2021.2－2025.1 |
| 退伍軍人事務部長   | 丹尼斯·麦克多诺         | 2021.2－2025.1 |
| 國土安全部長       | 亚历杭德罗·马约尔卡斯   | 2021.2－2025.1 |